# Liste der Pseudobasiliken in Dänemark

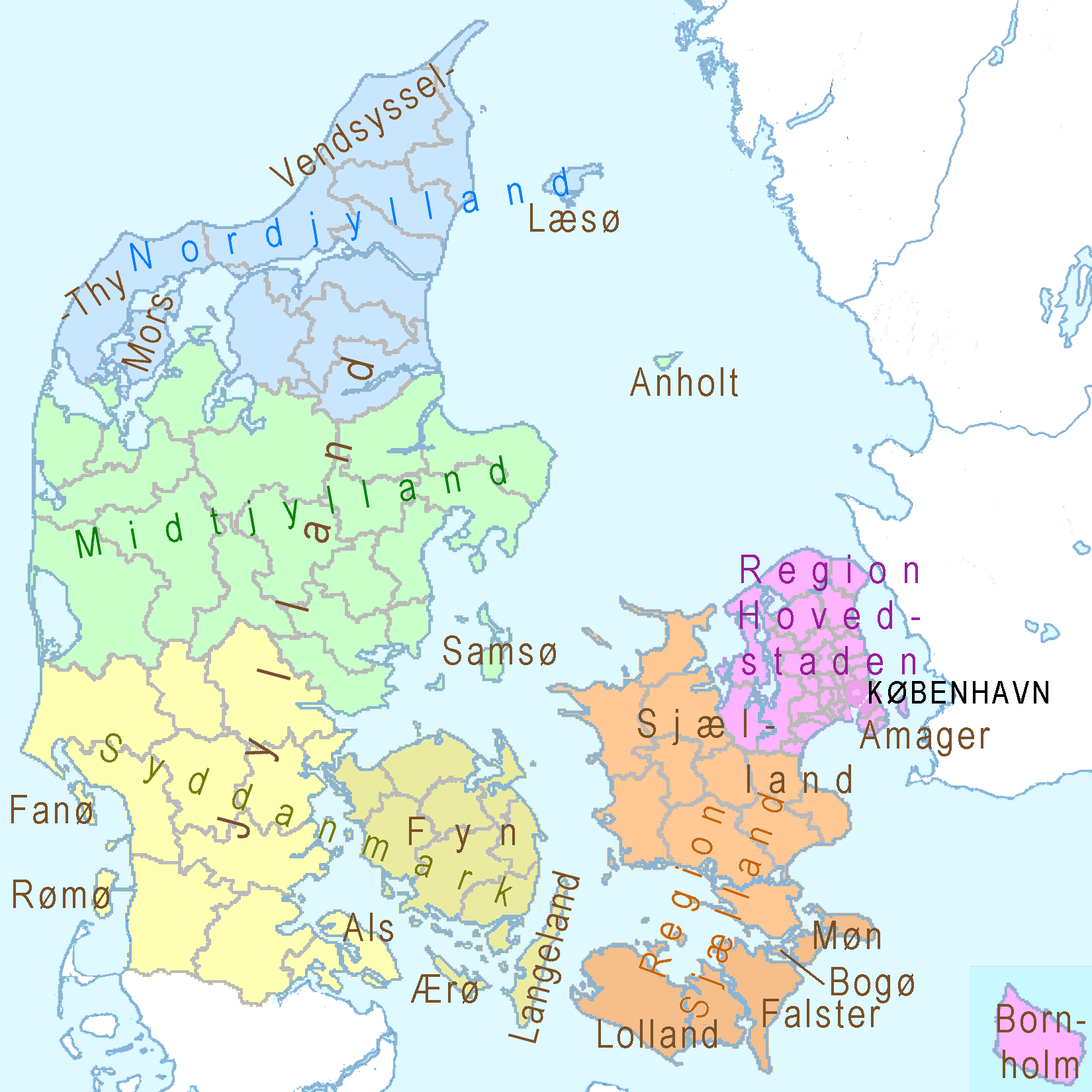
Dänemark – natürliche Einteilung in die Halbinsel Jütland und (hier nur die wichtigsten) Inseln und Verwaltungseinteilung seit 2007 in Regionen

▶ Liste(n) von Pseudobasiliken – Übersicht
– Siehe auch Hallenkirchen in Dänemark (28) –
Hintergrundinformationen:
- NM = Seiten aus dem Kompendium Danmarks Kirker in der digitalen Bibliothek des NationalMuseums. Die gedruckten Grundlagen sind ab 1927. Da die Erfassung immer noch Lücken aufweist, erscheinen laufend weitere „Hefte“ und werden auch ins Internet gestellt, zuletzt wohl 2017.
  - Bei Listeneinträgen „NM (→PDF)“ ist auf der verlinkten Unterseite ein PDF mit der Gebäudebeschreibung abzurufen.
  - Bei Listeneinträgen „NM (PDF)“ ist das PDF mit der Gebäudebeschreibung direkt verlinkt.

Das PDF beginnt jeweils mit der Geschichte der Pfarrei, dann kommt die Umgebung der Kirche, insbesondere der Kirchhof, danach erst, meist unter der Überschrift „BYGNING“, die Gebäudebeschreibung.

## Liste
Anzahl: 14, davon 1 teils Pseudobasilika, teils Hallenkirche, und 1 Grenzfall
| Ort                          | Name/Patrozinium                                                                          | Anmerkungen | Fotos | Fotos                             |
| ---------------------------- | ----------------------------------------------------------------------------------------- | --- | ----- | --------------------------------- |
| Aalborg Nordjylland          | Bodolfi Kirke                                                                             | 1450–1943 |       |                                   |
| Holmstrup, Holbæk Kom.       | Holmstrup Kirke (CC), NM (→PDF v. S. 1699–1835)                                           | gotische Backsteinkirche dreischiffig, ohne Reste des kleinen roman. Vorgängerbaus; Wallfahrtskirche                                           |       | Innenfotos s. PDF S. 1813 u. 1835 |
| Horsens, Midtjylland         | Vor Frelsers (Unser Erlöser) (CC) NM PDf v. S.5367–5652                                   | im 19. u. 20. Jh. in 2 Schritten Umbau aus Basilika                                                                                            |       |                                   |
| Horsens, Midtjylland         | Klosterkirke (CC)                                                                         | |       |                                   |
| Kerteminde, Fyn              | Sankt Laurenti (CC), NM (PDF v. S. 1913–2078)                                             | 16. Jh. |       |                                   |
| København (Kopenhagen)       | St. Alban’s Church                                                                        | 1885–1887, einzige anglikanische Kirche in Dänemark                                                                                            |       |                                   |
| København (Kopenhagen)       | Domkirke (CC)                                                                             | 1818–1829, Spätbarock/Neorenaissance, tonnengewölbtes Mittelschiff, Grenzfall zur Pseudobasilika, unterschiedliche Emporen in mehreren Etagen  |       |                                   |
| København (Kopenhagen)       | Grundtvigskirke                                                                           | 1921–1940, expressionistische Neugotik |       |                                   |
| Køge                         | Sankt Nicolai Kirke (CC), NM (→PDF)                                                       | mittelalterliche Basilika (ab 1259) im 19. Jh. zur Pseudobasilika umgebaut                                                                     |       |                                   |
| Nyborg, Fyn                  | Vor Frue Kirke (CC),                                                                      | 1388–1324 |       |                                   |
| Stege                        | Stege Kirke (CC), NM (→PDF d. S. 203–227)                                                 | 14. Jh., Erweiterung 1460–1525, Chor dreischiffige Halle mit schmalen Seitenschiffen, Schiff Pseudobasilika mit etwas breiteren Seitenschiffen |       |                                   |
| Tønder (Tondern), Syddanmark | Christkirche                                                                              | 1591/92, sehr späte Gotik; Turm älter |       |                                   |
| Viborg                       | Sortebrødre Kirke (CC) Trap 3-4, S. 559 ("Sønder- sogns Kirke")–561 (Schwarzbrüderkirche) | Kern ab 2. V. 13. Jh.,roman.-got. Übergangsstil; Seitenschiffe 1576/77, 1634, Turm 1702                                                        |       |                                   |
| Vordingborg, Sjælland        | Vor Frue Kirke (Unser Frau) (CC)                                                          | dreischiffige Backsteinkirche, Chor 14. Jh., Schiff 1470 vollendet; Turm etwas neuer                                                           |       |                                   |